# Cerapterocerus
Cerapterocerus is een geslacht van vliesvleugeligen uit de familie Encyrtidae. De wetenschappelijke naam van dit geslacht is voor het eerst geldig gepubliceerd in 1833 door Westwood.

## Soorten
Het geslacht Cerapterocerus omvat de volgende soorten:
- Cerapterocerus augustus Hayat, 2003
- Cerapterocerus australia Girault, 1917
- Cerapterocerus brachypterus Singh & Agarwal, 1991
- Cerapterocerus celadus (Walker, 1838)
- Cerapterocerus emersoni Girault, 1915
- Cerapterocerus latevittatus Costa, 1882
- Cerapterocerus mirabilis Westwood, 1833
- Cerapterocerus phragmitis Gordh & Trjapitzin, 1981
- Cerapterocerus planus Myartseva, 1982
- Cerapterocerus subapterus Girault, 1922
- Cerapterocerus virens Agarwal, 1963